# Ostbake Wangerooge

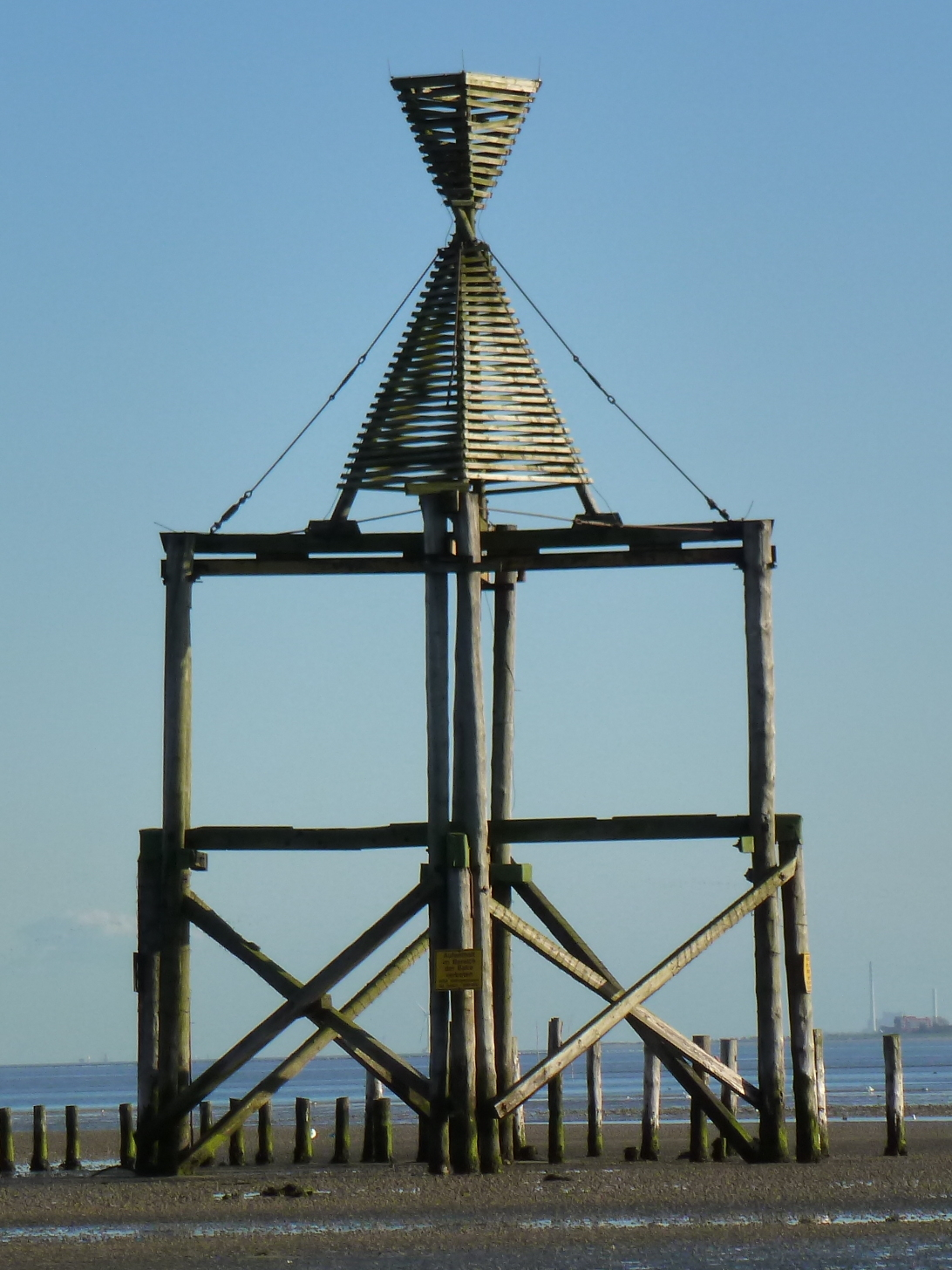
Detail der Ostbake Wangerooge, 2011

Die Ostbake auf Wangerooge (auch: Strandbake, Stundenglasbake oder Eieruhr) war ein in seiner ursprünglichen Form 1909 errichtetes kardinales Seezeichen. Die Bake galt zusammen mit dem Leuchtturm und der Nordbake als Wahrzeichen der Insel Wangerooge.

## Geschichte
Die ursprüngliche Bake von 1865 stand an einem anderen Standort. Sie wurde mehrfach versetzt, zuletzt 1907. Der Unterbau wurde später ergänzt. Gebaut wurde die Bake in ihrer letzten Form schließlich im Jahr 1909 als reine Holzkonstruktion, zusammen mit einer Unterkunftsbaracke für Wasserbauarbeiter. Der offizielle Name des Seezeichens war Westkardinaltoppzeichen. Da es an eine Sanduhr (Stundenglas) erinnerte, hat sich der Name Stundenglasbake eingebürgert. Die Baracke wurde bereits 1990 abgerissen, das Schifffahrtszeichen jedoch weiter betrieben. 1999 wurde es unter Denkmalschutz gestellt (siehe Liste der Baudenkmale in Wangerooge).

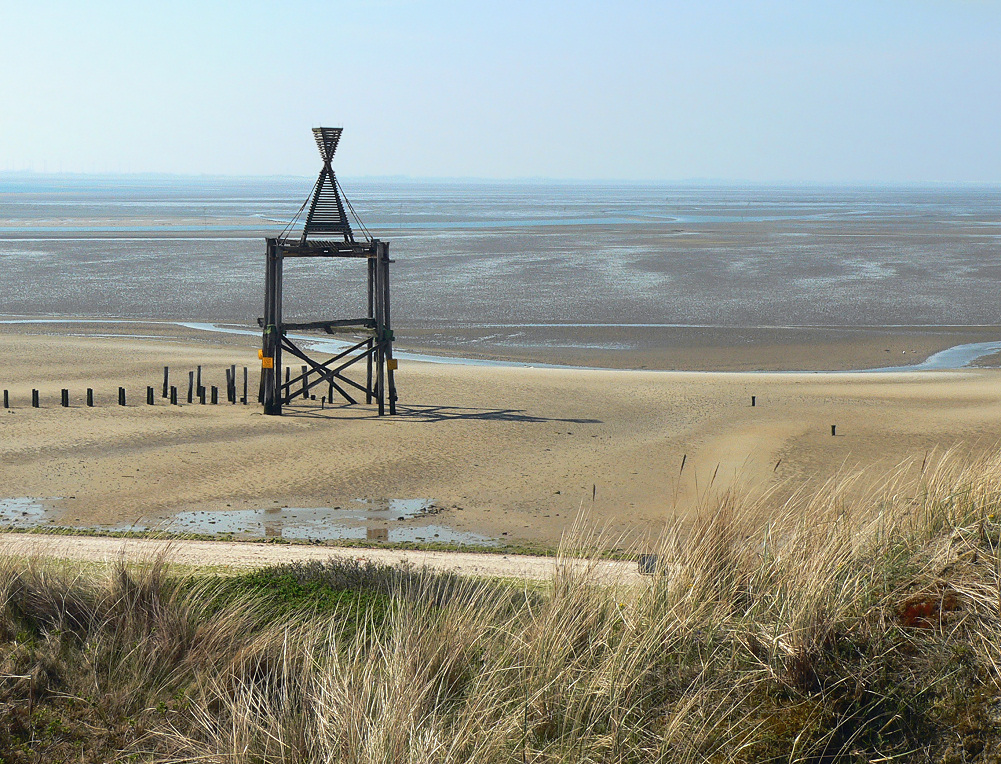
Wangerooge Ostbake am Ostende der Insel, 2006

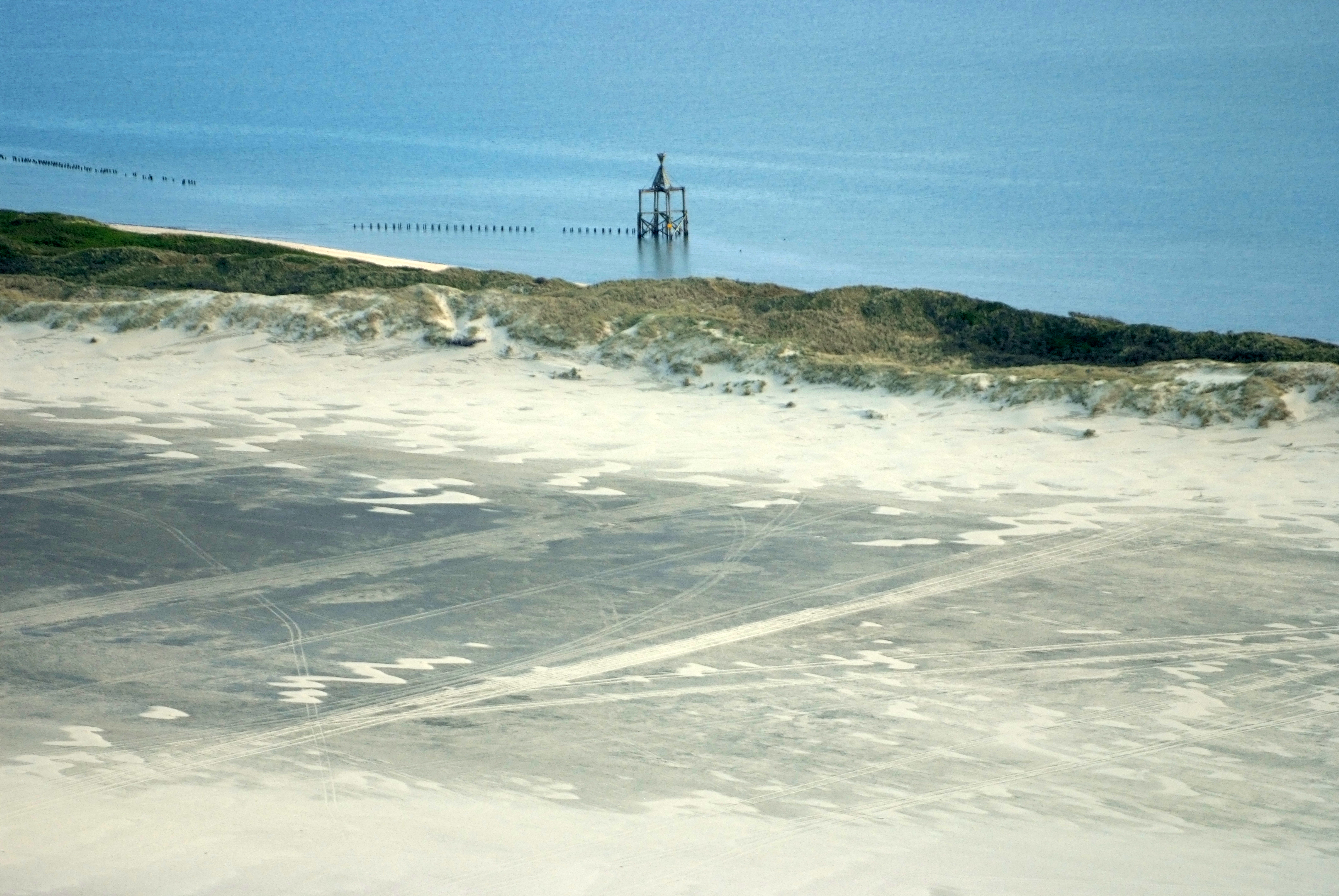
Luftbild mit Bake, 2012

## Abriss
Die Bauwerksinspektion 2012 des Wasser- und Schifffahrtsamts Wilhelmshaven ergab, dass die Bake „nicht mehr sanierungswürdig ist“. Eine Sanierung würde den Abriss der Bake mit anschließendem Neubau erforderlich machen. Das WSA schätzte die Kosten dafür auf 120.000 Euro. Das Amt stellte fest: „Diese Kosten sind nicht gerechtfertigt, da das Schifffahrtszeichen künftig nicht mehr benötigt wird.“
Der Rückbau sollte Anfang 2013 vorgenommen werden und im Anschluss eine Informationstafel errichtet werden, die an die Ostbake erinnern sollte. Der Rückbau wurde mit der Denkmalschutzbehörde abgestimmt.
Die Inselbewohner Wangerooges gründeten daraufhin 2013 die Bürgerinitiative „Rettet die Ostbake“ zum Erhalt des Wahrzeichens. Der Bürgermeister handelte mit dem WSA aus, dass die Bake zwar bis auf die Stützpfähle abgetragen wird, aber an dem Platz ein Nachbau der ersten Bake entstehen darf. Um den Betrag von 50.000 Euro für den Nachbau aufzubringen, sucht die Inselgemeinde Sponsoren.
Am 13. Juni 2013 wurde das historische Seezeichen bei Niedrigwasser mit einem Bagger abgerissen. Beim Abriss zeigte sich, dass auch die Stützpfähle marode waren und abbrachen. Nachdem ursprünglich geplant war, die Stützpfähle für einen Nachbau der Bake stehen zu lassen, wurden sie nun dennoch entfernt; ein Nachbau ist somit fraglich.